# Marga Cinta
Marga Cinta is een bestuurslaag in het regentschap Ogan Komering Ulu van de provincie Zuid-Sumatra, Indonesië. Marga Cinta telt 1548 inwoners (volkstelling 2010).